# Thomas Jäger (Rennfahrer, 1994)

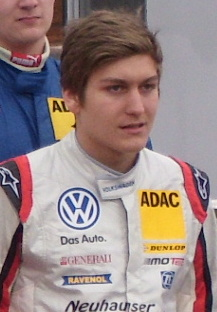
Thomas Jäger (2012)

Thomas Jäger (* 16. August 1994 in Wien) ist ein österreichischer Automobilrennfahrer.

## Karriere
Jäger begann seine Motorsportkarriere 2008 im Kartsport, in dem er bis 2010 aktiv blieb. 2011 erfolgte sein Wechsel in den Formelsport. Zunächst erhielt er bei Interwetten Racing ein Cockpit im Formel Renault 2.0 Eurocup sowie der alpinen Formel Renault. In beiden Serien wechselte er nach zwei bzw. drei Veranstaltungen zu EPIC Racing, für die er in beiden Meisterschaften an zwei Rennwochenenden teilnahm. Im Formel Renault 2.0 Eurocup wurde Jäger 34. in der Fahrerwertung. In der alpinen Formel Renault erreichte er mit einem dritten Platz als bestem Resultat den siebten Gesamtrang. Darüber hinaus trat er für Neuhauser Racing zu einem Rennwochenende der ADAC Formel Masters an. Dabei stand er mit einem dritten Platz einmal auf dem Podium. Am Ende des Jahres nahm er für Fortec Competition an der Winterserie der britischen Formel Renault teil. Diese Meisterschaft beendete er mit einem dritten Platz als bestem Resultat auf dem sechsten Rang. 2012 trat Jäger für Neuhauser Racing zu der gesamten Saison der ADAC Formel Masters an. Jäger gewann ein Rennen und schloss die Saison mit insgesamt fünf Podest-Platzierungen auf dem fünften Platz im Gesamtklassement ab. Teamintern unterlag er Gustav Malja mit 165 zu 307 Punkten. Darüber hinaus ging Jäger für One Racing bei zwei Veranstaltungen der alpinen Formel Renault an den Start.
2013 wechselte Jäger zu Performance Racing in den deutschen Formel-3-Cup. Bereits am ersten Rennwochenende erzielte er mit einem dritten Platz eine Podest-Platzierung. Im Verlauf der Saison gewann er ein Rennen auf dem Nürburgring. Bei den letzten drei Veranstaltungen kam er nicht zum Einsatz. Jäger fuhr regelmäßig in die Top-6. In der Fahrerwertung lag er am Saisonende auf dem sechsten Platz.

## Karrierestationen
| - 2008–2010: Kartsport - 2011: Formel Renault 2.0 Eurocup (Platz 34) - 2011: Alpine Formel Renault (Platz 7) | - 2011: ADAC Formel Masters (Platz 17) - 2011: Britische Formel Renault, Winterserie (Platz 6) - 2012: ADAC Formel Masters (Platz 5) | - 2012: Alpine Formel Renault (Platz 23) - 2013: Deutsche Formel 3 (Platz 6) |